# Harnier-Kreis
Der Harnier-Kreis war eine 1933 gegründete Widerstandsgruppe gegen den Nationalsozialismus, die in ganz Bayern bis 1939 aktiv war. Sein Widerstand war katholisch und monarchistisch motiviert.
In den Jahren 1933 bis 1939 setzte eine rege Werbungs- und Versammlungstätigkeit ein, tausende Flugblätter wurden verteilt. Die Bewegung wurde Anfang August 1939 durch die Gestapo zerschlagen. Neben ihrem Gründer Heinrich Weiß und dessen Nachfolger Adolf von Harnier, der dem Adelsgeschlecht Harnier entstammte, waren Wilhelm Seutter von Lötzen, Josef Zott und Franz Xaver Fackler sowie Gebhard Fahrner, Heinrich Pflüger und Karl Schuster führende Mitglieder.

## Motivation
Zweck und Ziel der Organisation war es, als Auffangorganisation die königstreuen Elemente in Bayern zusammenzuhalten und einen geeigneten Zeitpunkt abzuwarten, um die Monarchie wiederherzustellen. Statt des „Großdeutschen Reiches“ sollten erneut Bundesstaaten entstehen und das Haus Wittelsbach wieder eingesetzt werden. Einer Wiederherstellung der kaiserlichen Würde durch die Hohenzollern stand man ablehnend gegenüber. Seit dem Frühjahr 1937 existierten Kontakte mit katholisch-legitimistischen Kreisen in Österreich sowie mit katholisch-separatistischen Kräften im Rheinland.

## Mitglieder

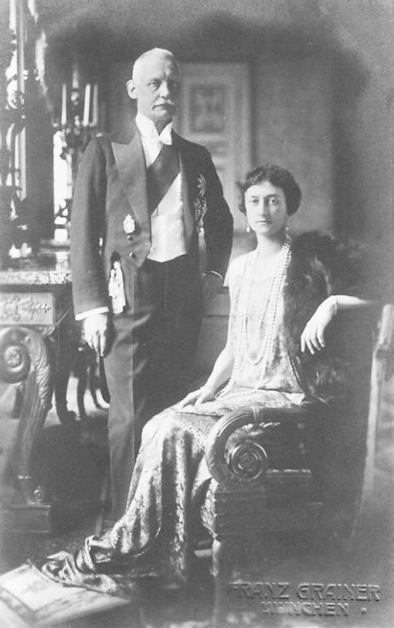
Auch der Verkauf dieser Postkarte mit dem Kronprinzenpaar Rupprecht und Antonia von Bayern diente dem Harnier-Kreis zur Finanzierung seiner Aktivitäten.

Die Vereinigung verstand sich als Auffangorganisation für Gleichgesinnte, in der sich Menschen unterschiedlichster Herkunft und Bildung zusammenfanden. 75 % der Mitglieder gehörten katholischen Organisationen an, 10 % waren Geistliche, u. a. bestand Kontakt zu Pater Rupert Mayer. Gewalt wurde grundsätzlich abgelehnt. Im August 1939 konnte die Gestapo 130 Mitglieder nachweisen, die meisten in Oberbayern. Sogar in Berchtesgaden „unter den Augen des Diktators“ fanden sich Mitglieder.

## Aktivitäten
1933 baute der Gartenverwalter von Schloss Nymphenburg, Heinrich Weiß, einen Kreis monarchistisch gesinnter Personen auf, zu der auch die Bildhauerin Margarethe Elisabeth Freiin von Stengel, gehörte. Sie entwarf eine Anstecknadel mit der Patrona Bavariae als unverfängliches Erkennungszeichen. Stengel, die aus der Verlagsdynastie Oldenbourg stammte, übernahm dafür ebenso die Kosten wie für die Anschaffung eines Vervielfältigungsapparats zur Herstellung von Flugblättern. Zur Finanzierung der Aktivitäten standen Postkarten zur Verfügung, die den Kronprinzen Kronprinz Rupprecht und dessen Frau Antonia zeigten. Sie wurden zum Preis von 50 Pfennigen bis 1 Reichsmark an Gleichgesinnte verkauft. Die Gruppe traf sich als Stammtisch getarnt abwechselnd in Münchner Bierkellern wie dem Mathäser. Darüber hinaus diente häufig das Wohnzimmer von Heinrich Weiß im ehemaligen Küchentrakt von Schloss Nymphenburg als Versammlungsort.
1935 stieß neben Wilhelm Seutter von Lötzen auch Josef Zott zu der Gruppe. Die Arbeit wurde unterbrochen, als Stengel am 14. November 1935 von der Gestapo verhaftet wurde. Durch ihre anschließende Überwachung war sie gezwungen, aus der Gruppe auszuscheiden. 1935/1936 trat Josef Zott in Kontakt zur KPD, die versuchte, eine Einheitsfront gegen die Nationalsozialisten zu bilden. Der Kontakt führte jedoch zu keinen Ergebnissen. Zott informierte andere Mitglieder der Gruppe nicht darüber.
1936/37 wurde die Bewegung systematisch ausgebaut, die Ziele klar definiert und ein Aktionsfonds gegründet. Die angewachsene Gruppe wurde in Zellen eingeteilt mit Leitern auf Orts-, Kreis- und Bezirksebene. Innerhalb der Gruppe überlegte man am 20. April 1936, wie man die Eröffnung des Hauses der Deutschen Kunst durch eine Aktion stören könnte, „um dadurch Aufmerksamkeit zu erregen und zu beweisen, daß man an den Führer herankommen kann.“
Spätestens in dieser Zeit stieß der Rechtsanwalt Adolf von Harnier zu der Gruppe um Heinrich Weiß. Margarethe von Stengel und Harnier kannten sich bereits aus der Jugend. Ihre Brüder und er waren Schulkameraden. Im Frühjahr 1939 konnte für die Durchführung von Propagandafahrten neben den im Einsatz befindlichen vier privaten Pkws ein eigener „Dienstkraftwagen“ angeschafft werden.
Wichtigstes Propagandamittel waren mehrseitige Flugblätter, die ab Herbst 1937 über Verbindungsleute verbreitet wurden. Eines begann mit der Schlagzeile: „Ein Irrsinniger hat in Deutschland die Macht an sich gerissen, er ist in den Händen von Verbrechern“. Danach folgte die Begründung, Morde und andere Gräueltaten der NS-Regierung wurden aufgezählt. Die Auflage der Flugblätter betrug bis zu 30.000 Stück. Als Zielgruppe diente die Bevölkerung im ländlichen Bereich. Unterzeichnet waren sie stets mit „Schmied von Kochel“, der als Symbolfigur für die Befreiung Bayerns gilt.

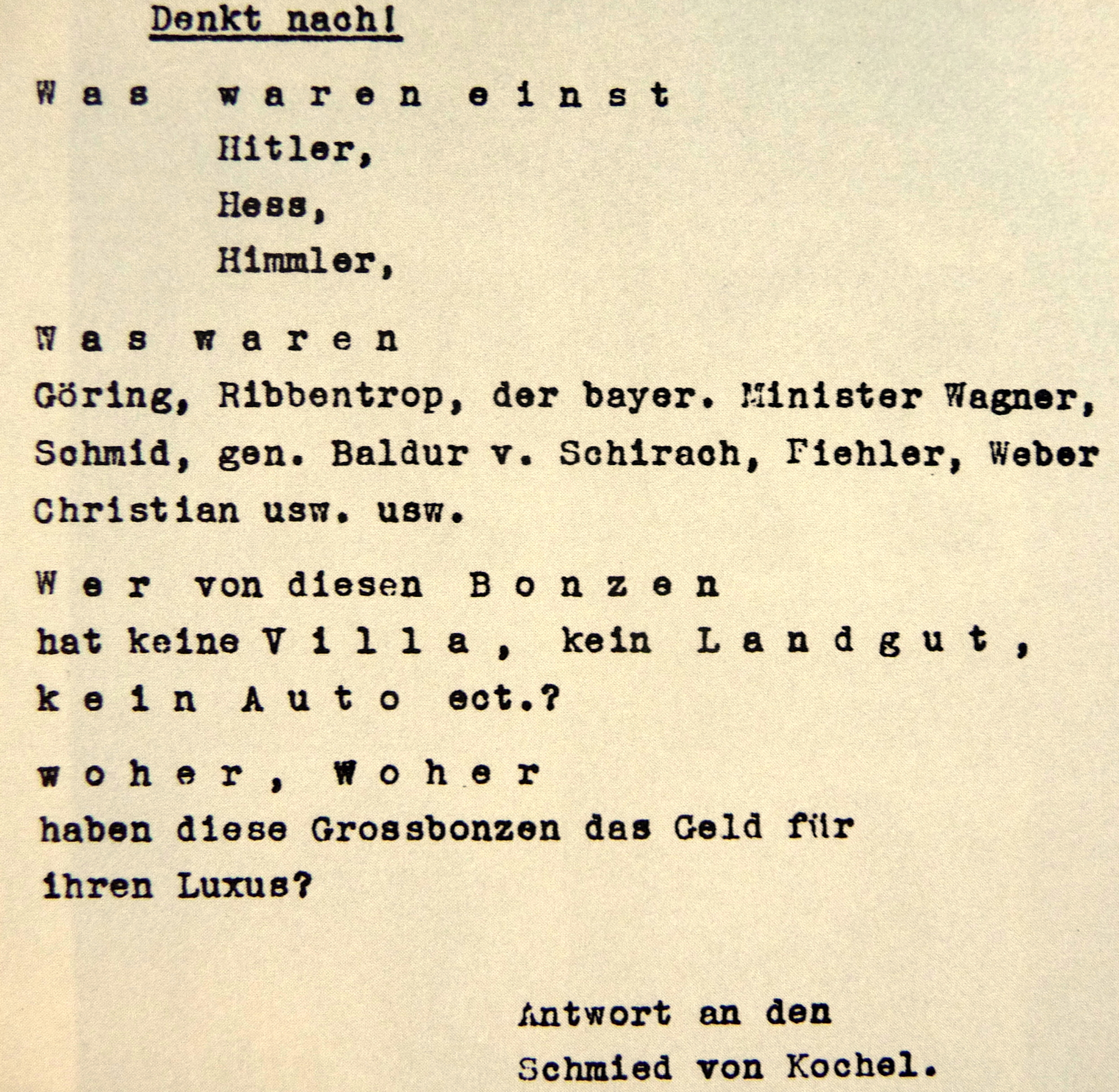
Reißerischer Aufmacher eines Flugblatts der monarchistisch-separatistischen Widerstandskämpfer um Heinrich Weiß/Harnier-Kreis.

Regelmäßig wurden Fragen staatsrechtlicher und politischer Art diskutiert, wobei sich bei sozialrechtlichen Themen auch unterschiedliche Auffassungen ergaben. Man erwartete ein Ende des Nationalsozialismus durch innen- oder außenpolitische Ereignisse. Ein „staatspolitisches und staatsrechtliches Vakuum infolge irgendeiner außenpolitischen Krise oder einem Krieg könnte zur Liquidierung des jetzigen Systems führen“, so formulierte es Adolf von Harnier gegenüber der Gestapo.
Weitere Programmpunkte bestanden aus einer Mischung von unterschiedlichem Gedankengut, wie der „Einführung der 36-Stundenwoche, Ermäßigung der Sozialabgaben, Einführung von Höchstgehältern, Sicherung der Arbeit, Neuordnung der Jugenderziehung, strenge Anwendung der christlichen Sittengesetze…“. Für den Agrarbereich war die gesetzlich garantierte Gesamtabnahme der landwirtschaftlichen Produkte, Einfuhrkontrollen, ein geschlossener genossenschaftlicher Aufbau des Bauernstandes und die Errichtung von Genossenschaftshäusern für jede Gemeinde vorgesehen.
Anfang Dezember 1937 schied Heinrich Weiß aus der Gruppe aus, als bekannt wurde, dass er ein uneheliches Kind hatte, was in der konservativ eingestellten Gruppe als nicht tragbar galt. Adolf von Harnier übernahm seine Nachfolge.

## Kontakte zu Adel und Königshaus
Auch Angehörige des Adels sollten für die Sache gewonnen werden. So beauftragte Heinrich Weiß 1937 seinen Mitstreiter Wilhelm Seutter von Lötzen, Kontakt mit dem Fürsten Waldburg-Zeil aufzunehmen. Wertvoll für die Organisation waren auch Adolf von Harniers zahlreiche Kontakte zu Adelshäusern wie den Arco, Spreti, Venningen, Brentano, Guttenberg, Lobkowitz, Thun, Schönborn, Trauttmansdorff u. a.
Obwohl sich Kronprinz Rupprecht gegenüber monarchistischen Vereinigungen stets zurückhaltend verhielt, gab es Berührungspunkte. Im Juli 1938 nutzte Adolf von Harnier seine Kontakte zu Rupprecht. „Auf Kosten der Bewegung“ ließ er im Juli 1938 „ein Dutzend Chrysanthemenstöcke in weiss-blauer Farbe nach Leutstetten schicken“, nachdem ihn Hans von Pechmann, ein gemeinsamer Bekannter, gebeten hatte, „an der Ausschmückung des umgebauten Schlosses Leutstetten mitzuwirken.“ 1938 war auch das Jahr, in dem Harnier dem Kronprinzen „seine Freunde Zott, Fackler und Pflüger vorgestellt“ hatte. Zweck war, dem Kronprinzen „die Anliegen einfacher Menschen nahezubringen.“ Dieser soll sich reserviert gegeben haben. Auch sei dabei die Existenz der illegalen Gruppe nicht direkt angesprochen worden. Im stundenlangen Verhör des Kronprinzen durch die Gestapo im August 1939 konnte keine konstruktive Zusammenarbeit nachgewiesen werden.

## Zerschlagung
Die Gestapo war frühzeitig detailliert über die Aktivitäten der Gruppe informiert. Bereits 1936 hatte die Gestapo den ehemaligen Kommunisten Max Troll, genannt „Theo“, in den Harnierkreis eingeschleust. Dieser schaffte es, 1937 weitere Spitzel in die Gruppe einzuschleusen.
Ab dem 4. August 1939, kurz vor Ausbruch des Zweiten Weltkriegs, verhaftete die Gestapo allein in den ersten beiden Wochen 125 Mitglieder der Gruppe. Weitere Beschuldigte wurden befragt, Häuser und Wohnungen in ganz Bayern durchsucht. „Insgesamt wuchs die Zahl im Laufe der Vernehmung auf über 500 Mann.“ Das Gerichtsverfahren verzögerte sich, obwohl ein 219 Seiten umfassender Bericht erarbeitet wurde. Auch die Minderbeschuldigten mussten bis zu 44 Monate Haft verbüßen. Angeklagt wurden die Vorbereitung zum Hochverrat, die Herstellung und Verbreitung von Schriftgut und bildlichen Darstellungen. Im Juni 1944 verurteilte der in München tagende Volksgerichtshof Adolf von Harnier zu 10 Jahren Zuchthaus und Verlust der Bürgerlichen Ehrenrechte. Sieben weitere führende Mitglieder wurden zu mehrjährigen Zuchthaus- und Gefängnisstrafen verurteilt, die zum Teil durch die lange Untersuchungshaft bereits abgegolten waren.
Josef Zott wurde im Oktober 1944 vom Volksgerichtshof in Berlin wegen Vorbereitung zum Hochverrat zum Tode verurteilt und am 15. Januar 1945 im Zuchthaus Brandenburg-Görden hingerichtet.
Adolf von Harnier starb wenige Tage nach Kriegsende am 12. Mai 1945 im Zuchthaus Straubing an Hungertyphus.